# Kaori Shimizu
Kaori Shimizu (jap. 清水 香里, Shimizu Kaori; * 21. Mai 1983 in der Präfektur Tokio) ist eine japanische Synchronsprecherin (Seiyū) und Sängerin.

## Leben und Wirken
Kaori Shimizu begann bereits mit sechs Jahren als Kinderschauspielerin. Sie gab ihr Debüt als Synchronsprecherin im Alter von 15 Jahren und arbeitet weiterhin als DJ und Sängerin.

## Synchronrollen
- A.LI.CE: Alice
- Alien Nine: Kumi Kawamura
- Arcade Gamer Fubuki: Hanako Kokubunji
- Banner of the Stars: Ekuryua
- Best Student Council: Kuon Ginga
- Bokura ga Ita: Mizu-chin
- Boogiepop Phantom: Boogiepop; Toka Miyashita
- Doki Doki School Hours: Chinatsu Nakayama
- Dokkoida?!: Asaka/Nerloid Girl
- Fruits Basket: Motoko Minagawa
- Genshiken: Keiko Sasahara (Folge 6, 10 und 12)
- Godannar: Lou Roux
- Grrl Power: Riku
- Hit wo Nerae!: Matsuri
- Idolmaster Xenoglossia: Chihaya Kisaragi
- Inu Yasha: Asuka; Yuka
- Kindaichi Shounen no Jikenbo: Yuri (Folge 100)
- Knight Hunters Eternity: Suika
- Lemon Angel Project: Yui Kono
- Lucky Star: Hiyori Tamura
- Magical Girl Lyrical Nanoha A's: Signum
- Mär: Flat B
- Maria-sama ga Miteru: Noriko Nijou
- Midori Days: Youko
- Munto 2: Beyond the Walls of Time: Ichiko
- Mushishi: Michihi (Folge 8)
- Nogizaka Haruka no Himitsu: Hazuki Sakurazaka
- Otogi-Jushi Akazukin: Henzel
- Queen Emeraldas: Lucille
- School Rumble: Akira Takano
- Sentou Yousei Shoujo Tasukete! Mave-chan: Sylphide
- Serial Experiments Lain: Lain Iwakura
- Spider Riders: Princess Sparkle
- Starship Operators: Sei Ogino
- Strange Dawn: Yuko Miyabe
- Stratos 4: Shizuha Doi
- Super Robot Wars Original Generation - The Animation: Lamia Loveless
- The Cosmopolitan Prayers: Takitsu-hime
- The Daichis - Earth Defence Family: Nozomi Daichi